# لیمنولوژی قانونی
لیمنولوژی قانونی یا آبگیرشناسی قانونی (انگلیسی: Forensic limnology) زیرشاخه‌ای از آبگیرشناسی است که بر حضور دیاتومه‌ها در نمونه‌های صحنه جرم و قربانیان تمرکز دارد. روش‌های مختلفی برای جمع‌آوری این داده‌ها استفاده می‌شود، اما همه نسبت‌های گونه‌های دیاتومه‌های مختلف موجود در نمونه‌ها را شناسایی کرده و آن نمونه‌ها را با محل صحنه جرم مقایسه می‌کنند. آزمایش دیاتومه‌ها روشی کلیدی برای تمایز بین غرق شدن یا دور انداختن جسد در آب پس از مرگ است.

## دیاتومه‌ها

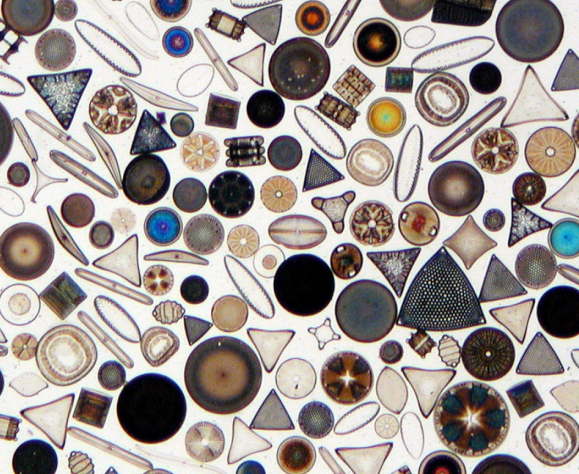
نمای میکروسکوپی از دیاتومه‌ها

دیاتومه‌ها جلبک‌های تک‌سلولی میکروسکوپی متنوعی با دیواره‌های سلولی سیلیسی به نام فروستول هستند که در اکوسیستم‌های آب شیرین و آب شور فراوان هستند. حدود ۱۲۰۰۰ گونه شناخته‌شده از دیاتومه‌ها وجود دارد که بر اساس مورفولوژی منحصربه‌فرد میوه‌های آن‌ها قابل شناسایی هستند. برای بسیاری از گونه‌ها، ترجیحات زیستگاهی شناخته‌شده مانند pH یا شوری نیز وجود دارد. این‌که کدام گونه‌ها وجود دارند و فراوانی نسبی آن‌ها بسته به محیط و زمان سال متفاوت است. علاوه بر این، هنگامی که دیاتومه‌ها می‌میرند، فروستول‌ها غرق می‌شوند و به‌عنوان بخشی از رسوب آب باقی می‌مانند که یک سری زمانی طبیعی از مجموعه دیاتومه‌ها را در طول تغییرات فصلی و سالانه فراهم می‌کند. برنامه‌های پایش دیاتومه‌ها ترکیب گونه‌ها و فراوانی نسبی موجود در محیطی به نام پروفایل دیاتومه‌ها را در بدنه‌های آبی مختلف دنبال می‌کنند. سپس می‌توان از این پروفایل‌ها برای مقایسه با حضور گونه‌ها و فراوانی جمع‌آوری‌شده از صحنه‌های جرم یا قربانیان استفاده کرد.

### مزایای دیاتومه‌ها
دلیل اینکه دیاتومه‌ها ابزاری رایج برای تطبیق با محیط‌های آبی هستند این است که تنوع جمعیت آن‌ها نسبتاً قابل پیش‌بینی و ثابت است، آن‌ها را می‌توان با استفاده از میکروسکوپ نوری شناسایی کرد و دیواره سلولی سیلیسی آن‌ها امکان نگهداری و استخراج از نمونه‌های جمع‌آوری‌شده را فراهم می‌کند. دیاتومه‌ها همچنین می‌توانند به‌عنوان شواهدی از روی لباس یا کفش برای اطلاع از تحقیقات جمع‌آوری شوند. اگر نمایه دیاتومه‌های یک بدنه آبی برای مقایسه با شواهد جمع‌آوری‌شده در دسترس نباشد، انواع مختلف دیاتومه‌های موجود در نمونه صحنه جرم یا قربانی می‌توانند ویژگی‌های اکوسیستمی را که از آن سرچشمه گرفته است شناسایی کنند. برای مثال، نسبت بیشتر دیاتومه‌های پری‌فیتیک (یعنی آن‌هایی که به یک بستر متصل هستند)، غلظت پوشش گیاهی بالاتر و آب کم عمق‌تر است. همچنین می‌توان از دیاتومه‌ها برای تمایز بین غرق شدگی یا دور انداخته شدن جسد در آب پس از مرگ استفاده کرد.

### معایب دیاتومه‌ها
دیاتومه‌ها در منابع آب تصفیه‌شده زندگی نمی‌کنند، که شرایط استفاده از دیاتومه‌ها را محدود می‌کند. پروفایل‌های دیاتومه‌ها فقط می‌توانند زمان یا مکان یافتن شواهد در برخی موقعیت‌ها را توضیح دهند و در صورتی که نمونه مایع بدن برای جمع‌آوری وجود نداشته باشد، زمان مرگ را تخمین نمی‌زند. اگر جسدی در آب شیرین کالبدگشایی شود، نمی‌توان از دیاتومه‌ها برای ارزیابی زمان مرگ استفاده کرد. بدون استنشاق آب و مقداری گردش خون در قربانی، دیاتومه‌ها نمی‌توانند وارد سیستم آلوئولی و جریان خون شوند و استخراج نمونه را دشوار می‌کند. موضوع دیگر در مورد استفاده از دیاتومه‌ها این است که به‌راحتی شکسته نمی‌شوند، حضور دیاتومه‌ها ممکن است نه تنها از طریق ارتباط آن‌ها با یک صحنه جرم بر روی قربانی یا مظنون باشد، که بر قابلیت اطمینان نتایج جمع‌آوری‌شده از یک صحنه تأثیر می‌گذارد. گونه‌های مختلف را می‌توان به‌طور متفاوت حفظ کرد، که می‌تواند بر نتایج تحقیقات جنایی تأثیر بگذارد. در نهایت، جمع‌آوری و تجزیه و تحلیل دیاتومه‌ها به‌عنوان شواهد، زمان‌بر و مستلزم تلاش زیادی است.

## آزمایش دیاتومه‌ها
مواد گرفته‌شده از قربانیان، مظنونان یا صحنه جرم را می‌توان با مکان‌هایی که نمونه‌ها در آن به‌دست آمده‌اند، مطابقت داد.
به‌منظور استفاده از آزمایش دیاتومه‌ها دستورالعمل‌هایی وجود دارد که کارشناسان باید از آن‌ها پیروی کنند. برای به‌دست آوردن نتیجه دقیق‌تر باید حداقل ۲۰ دیاتومه در یک نمونه ۱۰۰ میکرولیتری وجود داشته باشد. هنگام انجام آزمایش بر روی بدن انسان، داشتن پنج دیاتومه کامل از بیش از دو اندام مختلف منجر به تشخیص مثبت خواهد شد. نمونه‌ها از مغز استخوان، ریه، طحال، کبد، کلیه، بافت مغز یا از ناحیه‌ای که جرم کشف شده یا رخ داده است، گرفته می‌شود. تعدادی روش استخراج وجود دارد که متداول‌ترین آن‌ها روش‌های «هضم اسیدی» است که از اسید قوی مانند اسید نیتریک یا سولفوریک اسید برای حل کردن تمام مواد آلی استفاده می‌کند و شکسته‌های دیاتومی را برای تجزیه و تحلیل باقی می‌گذارند.
هنگام آزمایش دیاتومه‌ها بر روی یک نمونه آلی، کارشناسان از میکروسکوپ تضاد فاز استفاده می‌کنند. در حین مشاهده، دیاتومه‌ها بر اساس گونه‌های مختلف جمع‌آوری و سازماندهی می‌شوند. نسبت نمونه خاصی از دیاتومه‌ها در آب دارای نسبت مشابهی با نمونه‌ای است که از محل انتقال دیاتومه‌ها گرفته شده است. کارشناسان از این برای تطبیق مواد و افراد با صحنه جرم استفاده می‌کنند. پایگاه داده دیاتومه‌ها (که در سال ۲۰۰۶ شروع به کار کرد) می‌تواند به‌عنوان «سیستم اثر انگشت» برای دیاتومه‌ها استفاده شود: یک کامپیوتر دیاتومه‌ها را به گونه‌ها، بر اساس ویژگی‌های شکل و رنگ شناسایی می‌کند. از سال ۲۰۱۲ پایگاه داده کامل نبود و در دادگاه‌ها استفاده نمی‌شد.

### تخمین زمان مرگ
هنگام استفاده از آزمایش دیاتومه‌ها، کارشناسان مقدار دیاتومه‌های موجود بر روی ارگانیسم را مشاهده می‌کنند و ممکن است بتوانند زمان کلی مرگ را تخمین بزنند. برای مثال، اگر کمتر از ۲۰ گونه مختلف از دیاتومه‌ها وجود داشته باشد، مرگ ارگانیسم می‌تواند در ۷ تا ۱۲ روز گذشته باشد، اما اگر بیش از ۵۰ کلنی مختلف از دیاتومه‌ها وجود داشته باشد، مشخص می‌شود که احتمالاً مرگ چند هفته پیش رخ داده است. برخی از دیاتومه‌ها زمان را به تاریخ‌های دقیق‌تری محدود می‌کنند. برای مثال، کلنی دیررس، مانند جلبک آنکیسترودسموس ممکن است تا ۳۰ روز پس از مرگ ارگانیسم شروع به استعمار روی ارگانیسم نکنند.

## کاربرد قانونی
از سال ۲۰۱۲ درصد کمی از گزارش‌های لیمنولوژی قانونی به‌عنوان مدرک در دادگاه‌ها استفاده می‌شود. وجود دیاتومه‌ها در هوا، غذا، نوشیدنی و تماس نزدیک به اندازه‌ای کافی نیست که شواهدی برای تعیین مکان رویدادها باشد. با این حال، تحقیقات به‌نظور تخمین زمان مرگ، محل غرق شدن و تعیین مظنون نیاز به استفاده از لیمنولوژی قانونی دارد. اگر از نتایج لیمنولوژی قانونی برای استناد استفاده نشود، اما می‌توان از نتایج آن برای درک جرم استفاده کرد.